# 第44回社会人野球日本選手権大会予選
第44回社会人野球日本選手権大会予選は、第44回社会人野球日本選手権大会の出場チームを決定するために行われた予選および各種大会の結果をまとめたものである。

## 第89回都市対抗野球大会
大阪ガスが本戦出場

## 第43回全日本クラブ野球選手権大会
- 1回戦

和歌山箕島球友会　4－1　弘前アレッズ
ビッグ開発ベースボールクラブ　5x－4　REVENGE99
ゴールデンリバース　2－1　所沢グリーンベースボールクラブ
ウイン北広島　11－8　ロキテクノベースボールクラブ
富士通アイソテックベースボールクラブ　9－3　MSH医療専門学校
大和高田クラブ　6－3　茨城ゴールデンゴールズ
東北マークス　3－2　NOMOベースボールクラブ
全足利クラブ　4x－3（延長10回タイブレーク）　矢場とんブースターズ
- 準々決勝

和歌山箕島球友会　8－0（7回コールド）　ビッグ開発ベースボールクラブ
ウイン北広島　8－1（8回コールド）　ゴールデンリバース
大和高田クラブ　7－0（7回コールド）　富士通アイソテックベースボールクラブ
全足利クラブ　2－0　全足利クラブ
- 準決勝

和歌山箕島球友会　1－0　ウイン北広島
大和高田クラブ　2x－1　全足利クラブ
- 決勝（9月13日・メットライフドーム）

大和高田クラブ　9－7（延長10回タイブレーク）　和歌山箕島球友会
大和高田クラブが本戦出場

## 日本選手権対象大会

### 第73回JABA東京スポニチ大会
- 予選リーグAブロック

1位：Honda熊本（3勝）、2位：日本製紙石巻（1勝2敗）、3位：JR東日本（1勝2敗）、4位：日立製作所（1勝2敗）
- 予選リーグBブロック

1位：Honda（2勝1敗）、2位：JR西日本（2勝1敗）、3位：明治安田生命（1勝2敗）、4位：王子（1勝2敗）
- 予選リーグCブロック

1位：東芝（2勝1敗）、2位：東京ガス（2勝1敗）、3位：日本新薬（2勝1敗）、4位：新日鐵住金東海REX（3敗）
- 予選リーグDブロック

1位：三菱重工名古屋（2勝1敗）、2位：日本通運（2勝1敗）、3位：セガサミー（1勝2敗）、4位：パナソニック（1勝2敗）
- 準決勝

Honda熊本　3－2　三菱重工名古屋
Honda　11－1（7回コールド）　東芝
- 決勝（3月14日・明治神宮球場）

Honda　4－3　Honda熊本
Hondaが本戦出場

### 第65回JABA静岡大会
- 予選リーグAブロック

1位：鷺宮製作所（3勝）、2位：ヤマハ（2勝1敗）、3位：永和商事ウィング（1勝2敗）、4位：伏木海陸運送（3敗）
- 予選リーグBブロック

1位：JX-ENEOS（3勝）、2位：東邦ガス（2勝1敗）、3位：西濃運輸（1勝2敗）、4位：甲賀健康医療専門学校（3敗）
- 予選リーグCブロック

1位：三菱重工名古屋（3勝）、2位：東海理化（2勝1敗）、3位：新日鐵住金鹿島（1勝2敗）、4位：トヨタ自動車東日本（3敗）
- 予選リーグDブロック

1位：JR東日本（3勝）、2位：三菱自動車岡崎（1勝2敗）、3位：エナジック（1勝2敗）、4位：ジェイプロジェクト（1勝2敗）
- 準決勝

三菱重工名古屋　4－2　鷺宮製作所
JR東日本　6x－5（延長12回、11回よりタイブレーク）　JX-ENEOS
- 決勝（4月7日・浜松球場）

三菱重工名古屋　5x－4（延長12回、11回よりタイブレーク）　JR東日本
三菱重工名古屋が本戦出場

### 第47回JABA四国大会
- 予選リーグAブロック

1位：Honda（3勝）、2位：JR九州（2勝1敗）、3位：三菱自動車倉敷オーシャンズ（1勝2敗）、4位：アークバリア（3敗）
- 予選リーグBブロック

1位：日本新薬（3勝）、2位：沖縄電力（2勝1敗）、3位：三菱日立パワーシステムズ（1勝2敗）、4位：四国銀行（3敗）
- 予選リーグCブロック

1位：NTT東日本（3勝）、2位：九州三菱自動車（2勝1敗）、3位：ツネイシブルーパイレーツ（1勝2敗）、4位：JR四国（3敗）
- 予選リーグDブロック

1位：トヨタ自動車（3勝）、2位：日本生命（2勝1敗）、3位：高知ファイティングドッグス（1勝2敗）、4位：JR北海道硬式野球クラブ（3敗）
- 準決勝

Honda　5－0　日本新薬
トヨタ自動車　4－3　NTT東日本
- 決勝（4月10日・高知球場）

Honda　7－2　トヨタ自動車
Hondaはすでに本戦出場権を得ているため、関東地区からの最終予選出場枠1増

### 第41回JABA日立市長杯争奪大会
- 予選リーグAブロック

1位：日立製作所（3勝）、2位：JR東日本東北（2勝1敗）、3位：JFE東日本（1勝2敗）、4位：ジェイプロジェクト（3敗）
- 予選リーグBブロック

1位：NTT東日本（3勝）、2位：Honda鈴鹿（1勝2敗）、3位：宮崎梅田学園（1勝2敗）、4位：SUBARU（1勝2敗）
- 予選リーグCブロック

1位：JR東海（3勝）、2位：新日鐵住金かずさマジック（1勝2敗）、3位：三菱重工神戸・高砂（1勝2敗）、4位：東芝（1勝2敗）
- 予選リーグDブロック

1位：新日鐵住金鹿島（3勝）、2位：JX-ENEOS（2勝1敗）、3位：TDK（1勝2敗）、4位：永和商事ウィング（3敗）
- 準決勝

JR東海　4－3　新日鐵住金鹿島
日立製作所　10－4　NTT東日本
- 決勝（4月19日・日立市民球場）

JR東海　11－6　日立製作所
JR東海が本戦出場

### 第61回JABA岡山大会
- 予選リーグAブロック

1位：日本通運（3勝）、2位：三菱自動車岡崎（2勝1敗）、3位：シティライト岡山（1勝2敗）、4位：JR四国（3敗）
- 予選リーグBブロック

1位：大阪ガス（3勝）、2位：JFE西日本（2勝1敗）、3位：ツネイシブルーパイレーツ（1勝2敗）、4位：セガサミー（3敗）
- 予選リーグCブロック

1位：ニチダイ（2勝1敗）、2位：西部ガス（2勝1敗）、3位：JR西日本（1勝2敗）、4位：三菱自動車倉敷オーシャンズ（1勝2敗）
- 予選リーグDブロック

1位：三菱重工広島（2勝1敗）、2位：Honda熊本（2勝1敗）、3位：新日鐵住金広畑（2勝1敗）、4位：航空自衛隊千歳（3敗）
- 準決勝

大阪ガス　3－0　ニチダイ
日本通運　3－2　三菱重工広島
- 決勝（4月17日・マスカットスタジアム）

大阪ガス　4－2　日本通運
大阪ガスが本戦出場。大阪ガスは都市対抗も優勝したため、近畿地区からの最終予選出場枠1増

### 第60回JABA長野県知事旗争奪大会
- 予選リーグAブロック

1位：西濃運輸（3勝）、2位：きらやか銀行（2勝1敗）、3位：Honda（1勝2敗）、4位：バイタルネット（3敗）
- 予選リーグBブロック

1位：トヨタ自動車（3勝）、2位：明治安田生命（2勝1敗）、3位：カナフレックス（1勝2敗）、4位：伏木海陸運送（3敗）
- 予選リーグCブロック

1位：フェデックス（2勝1敗）、2位：新日鐵住金東海REX（2勝1敗）、3位：三菱日立パワーシステムズ（2勝1敗）、4位：NTT西日本（3敗）
- 予選リーグDブロック

1位：東邦ガス（3勝）、2位：東京ガス（2勝1敗）、3位：日本製紙石巻（1勝2敗）、4位：信越硬式野球クラブ（3敗）
- 準決勝

西濃運輸　12－1　フェデックス
トヨタ自動車　3－1　東邦ガス
- 決勝（4月23日・長野県営野球場）

トヨタ自動車　3－2　西濃運輸
トヨタ自動車が本戦出場

### 第69回JABA京都大会
- 予選リーグAブロック

1位：パナソニック（2勝1分）、2位：日本新薬（2勝1敗）、3位：三菱自動車岡崎（1勝1敗1分）、4位：JR西日本（3敗）
- 予選リーグBブロック

1位：東芝（3勝）、2位：NTT西日本（2勝1敗）、3位：新日鐵住金広畑（1勝2敗）、4位：鮮ど市場ゴールデンラークス（3敗）
- 予選リーグCブロック

1位：大阪ガス（3勝）、2位：ヤマハ（2勝1敗）、3位：SUBARU（1勝2敗）、4位：三菱重工神戸・高砂（3敗）
- 予選リーグDブロック

1位：日本生命（3勝）、2位：三菱重工広島（2勝1敗）、3位：ニチダイ（1勝2敗）、4位：新日鐵住金かずさマジック（3敗）
- 準決勝

パナソニック　4－2　日本生命
東芝　9－2（7回コールド）　大阪ガス
- 決勝（4月30日・わかさスタジアム京都）

パナソニック　5－0　東芝
パナソニックが本戦出場

### 第71回JABAベーブルース杯争奪大会
- 予選リーグAブロック

1位：西濃運輸（2勝1敗）、2位：鷺宮製作所（2勝1敗）、3位：カナフレックス（2勝1敗）、4位：新日鐵住金東海REX（3敗）
- 予選リーグBブロック

1位：三菱重工名古屋（3勝）、2位：東京ガス（1勝2敗）、3位：Honda鈴鹿（1勝2敗）、4位：JR東日本東北（1勝2敗）
- 予選リーグCブロック

1位：日立製作所（3勝）、2位：JFE西日本（2勝1敗）、3位：東邦ガス（1勝2敗）、4位：伏木海陸運送（3敗）
- 予選リーグDブロック

1位：きらやか銀行（2勝1敗）、2位：JFE東日本（2勝1敗）、3位：東海理化（1勝2敗）、4位：トヨタ自動車（1勝2敗）
- 準決勝

日立製作所　4－1　きらやか銀行
西濃運輸　8－0（7回コールド）　三菱重工名古屋
- 決勝（5月8日・大垣北公園野球場）

西濃運輸　5x－4　日立製作所
西濃運輸が本戦出場

### 第71回JABA九州大会
- 予選リーグAブロック

1位：三菱日立パワーシステムズ（3勝）、2位：王子（2勝1敗）、3位：西部ガス（1勝2敗）、4位：シティライト岡山（3敗）
- 予選リーグBブロック

1位：日本生命（3勝）、2位：沖縄電力（2勝1敗）、3位：九州三菱自動車（1勝2敗）、4位：JR東日本（3敗）
- 予選リーグCブロック

1位：NTT西日本（2勝1敗）、2位：JR九州（2勝1敗）、3位：宮崎梅田学園（1勝2敗）、4位：JR四国（1勝2敗）
- 予選リーグDブロック

1位：日本通運（3勝）、2位：ヤマハ（2勝1敗）、3位：Honda熊本（1勝2敗）、4位：エナジック（3敗）
- 準決勝

NTT西日本　2x－1（延長11回、11回よりタイブレーク）　日本生命
三菱日立パワーシステムズ　3－1　日本通運
- 決勝（5月12日・北九州市民球場）

三菱日立パワーシステムズ　5－1　NTT西日本
三菱日立パワーシステムズが本戦出場

### 第60回JABA北海道大会　兼　第49回JABA東北大会
- 予選リーグAブロック

1位：JX-ENEOS（3勝）、2位：JR東日本東北（2勝1敗）、3位：室蘭シャークス（1勝2敗）、4位：トヨタ自動車東日本（3敗）
- 予選リーグBブロック

1位：NTT東日本（3勝）、2位：SUBARU（1勝2敗）、3位：信越硬式野球クラブ（1勝2敗）、4位：JR東海（1勝2敗）
- 予選リーグCブロック

1位：日本製紙石巻（3勝）、2位：バイタルネット（2勝1敗）、3位：新日鐵住金かずさマジック（1勝2敗）、4位：TDK（3敗）
- 予選リーグDブロック

1位：パナソニック（3勝）、2位：SUBARU（2勝1敗）、3位：きらやか銀行（1勝2敗）、4位：JR北海道硬式野球クラブ（3敗）
- 準決勝

JX-ENEOS　5x－4（延長11回、11回よりタイブレーク）　パナソニック
NTT東日本　5－1　日本製紙石巻
- 決勝（5月14日・仙台市民球場）

NTT東日本　4x－3（延長11回、11回よりタイブレーク）　JX-ENEOS
NTT東日本が本戦出場

## 地区最終予選

### 北海道地区
- 代表決定リーグ戦

第1戦　JR北海道硬式野球クラブ　2x－1　航空自衛隊千歳
第2戦　北海道ガス　3－2　室蘭シャークス
第3戦　JR北海道硬式野球クラブ　2－1　北海道ガス
第4戦　室蘭シャークス　11－1（7回コールド）　航空自衛隊千歳
第5戦　航空自衛隊千歳　2－1　北海道ガス
第6戦　室蘭シャークス　4x－3（延長10回タイブレーク）　JR北海道硬式野球クラブ
（1位：室蘭シャークス、JR北海道硬式野球クラブ（2勝1敗）、3位：航空自衛隊千歳、北海道ガス（1勝2敗）)
- 代表決定戦

室蘭シャークス　3－1　JR北海道硬式野球クラブ
室蘭シャークスが本戦出場

### 東北地区
- 1回戦

きらやか銀行　6－3　JR秋田
トヨタ自動車東日本　9－3　日本製紙石巻
七十七銀行　12－1（7回コールド）　JR盛岡
JR東日本東北　4－3　TDK
- 準決勝

きらやか銀行　5－4（延長18回）　トヨタ自動車東日本
JR東日本東北　5－4　七十七銀行
- 代表決定戦

JR東日本東北　5－1　きらやか銀行
JR東日本東北が本戦出場

### 北信越地区
- 1回戦

信越硬式野球クラブ　10－3　フェデックス
- 準決勝

信越硬式野球クラブ　9－7　JR新潟
伏木海陸運送　4－3　バイタルネット
- 代表決定戦

信越硬式野球クラブ　9－7（延長11回）　伏木海陸運送
信越硬式野球クラブが本戦出場

### 関東地区
NTT東日本、Honda、三菱日立パワーシステムズは出場権を獲得済み
- 1回戦

エイジェック　4－1　サンホールディングス
JR千葉　4－3　日本ウェルネススポーツ大学・東京
- 2回戦

東芝　12－2（7回コールド）　深谷組
日本通運　1x－0（延長12回、12回よりタイブレーク）　SUBARU
明治安田生命　5－1　エイジェック
東京ガス　4－2　新日鐵住金かずさマジック
JFE東日本　8－2　日本ウェルネススポーツ大学
鷺宮製作所　7－0（8回コールド）　オールフロンティア
セガサミー　8－1（7回コールド）　茨城トヨペット
JX-ENEOS　14－1（7回コールド）　JR千葉
新日鐵住金鹿島　7－0（8回コールド）　JR水戸
日立製作所　2－0　JR東日本
- 代表決定戦

東芝　3x－1　JFE東日本
鷺宮製作所　6－0　セガサミー
明治安田生命　3－1　日本通運
JX-ENEOS　5x－4　東京ガス
新日鐵住金鹿島　2－0　日立製作所
東芝、鷺宮製作所、明治安田生命、JX-ENEOS、新日鐵住金鹿島が本戦出場

### 東海地区
JR東海、三菱重工名古屋、トヨタ自動車、西濃運輸は出場権を獲得済み
- 1回戦

Honda鈴鹿　10－3（8回コールド）　ヤマハ
ジェイプロジェクト　19－1　日本プロスポーツ専門学校
新日鐵住金東海REX　9－1（8回コールド）　スクールパートナー
- 2回戦

Honda鈴鹿　7－4　東邦ガス
ジェイプロジェクト　2－0（8回裏1死降雨コールド）　永和商事ウィング
王子　6－5（延長12回）　三菱自動車岡崎
東海理化　12－9（延長12回）　新日鐵住金東海REX
- 代表決定戦

Honda鈴鹿　6－0　ジェイプロジェクト
東海理化　4－1　王子
- 敗者復活1回戦

ヤマハ　33－1（7回コールド）　日本プロスポーツ専門学校
東邦ガス　14－0（7回コールド）　スクールパートナー
三菱自動車岡崎　4－3　永和商事ウィング
- 敗者復活2回戦

ヤマハ　4－3　新日鐵住金東海REX
東邦ガス　7－5　三菱自動車岡崎
- 敗者復活3回戦

王子　11－1（7回コールド）　ヤマハ
東邦ガス　5－0　ジェイプロジェクト
- 敗者復活代表決定戦

王子　5－3　東邦ガス
Honda鈴鹿、東海理化、王子が本戦出場

### 近畿地区
大阪ガス、パナソニックは出場権を獲得済み
- 1回戦

島津製作所　4－3　甲賀健康医療専門学校
ニチダイ　12－0（7回コールド）　履正社学園
ミキハウスベースボールクラブ　5－4　カナフレックス
- 代表決定戦

日本生命　12－0　島津製作所
三菱重工神戸・高砂　4－2　ニチダイ
NTT西日本　4－1　新日鐵住金広畑
日本新薬　2－0　ミキハウスベースボールクラブ
- 敗者復活1回戦

新日鐵住金広畑　2－1　甲賀健康医療専門学校
カナフレックス　3－2　ニチダイ
ミキハウスベースボールクラブ　4x－3　履正社学園
- 敗者復活代表決定戦

カナフレックス　1x－0（延長14回、13回よりタイブレーク）　ミキハウスベースボールクラブ
新日鐵住金広畑　5－0　島津製作所
日本生命、三菱重工神戸・高砂、NTT西日本、日本新薬、カナフレックス、新日鐵住金広畑が本戦出場

### 中国地区
- 1回戦

シティライト岡山　7x－6　光シーガルズ
ツネイシブルーパイレーツ　3－0　伯和ビクトリーズ
JFE西日本　10－4　JR西日本
三菱自動車倉敷オーシャンズ　7x－6　三菱重工広島
- 準決勝

シティライト岡山　7－3　ツネイシブルーパイレーツ
JFE西日本　3x－2（延長12回、12回よりタイブレーク）　三菱自動車倉敷オーシャンズ
- 代表決定戦

JFE西日本　5－0　シティライト岡山
- 敗者復活1回戦

光シーガルズ　3－0　伯和ビクトリーズ
三菱重工広島　9－5　JR西日本
- 敗者復活2回戦

三菱重工広島　3－2　光シーガルズ
ツネイシブルーパイレーツ　10－2　三菱自動車倉敷オーシャンズ
- 敗者復活3回戦

三菱重工広島　14－5　ツネイシブルーパイレーツ
- 敗者復活代表決定戦

三菱重工広島　8－7　シティライト岡山
JFE西日本、三菱重工広島が本戦出場

### 四国地区
- 代表決定対抗戦（2戦先勝）

第1戦　JR四国　3x－2（延長13回、12回よりタイブレーク）　四国銀行
第2戦　JR四国　5－4　四国銀行
JR四国が本戦出場

### 九州地区
- 1回戦

西部ガス　8－1　日本ウェルネススポーツ大学北九州
宮崎梅田学園　6－1　苅田ビクトリーズ
鮮ど市場ゴールデンラークス　12－2（8回コールド）　新日鐵住金大分
九州三菱自動車　10－0（8回コールド）　九州総合スポーツカレッジ
Honda熊本　10－0（8回コールド）　沖データコンピュータ教育学院
エナジック　15－0　九州工科自動車専門学校
JR九州　8－0　Mr.KINJO
- 2回戦

沖縄電力　6－4　鮮ど市場ゴールデンラークス
九州三菱自動車　6－5　Honda熊本
宮崎梅田学園　2－1　西部ガス
JR九州　5－2　エナジック
- 準決勝

沖縄電力　8－1　九州三菱自動車
JR九州　4－1　宮崎梅田学園
- 代表決定戦

沖縄電力　7－2　JR九州
- 敗者復活1回戦

宮崎梅田学園　9－4　九州三菱自動車
- 敗者復活代表決定戦

宮崎梅田学園　4－3　JR九州
沖縄電力、宮崎梅田学園が本戦出場